# ルノー・15
15 (キャーンズ)は、ルノーが製造・販売していた自動車である。

## 概要
- ルノー・12をベースにした2ドアファストバッククーペ。
- エンジンはルノー・12の1,300ccとルノー・16の1,600ccを流用、1976年には1,300ccに一本化。ルノー・12同様サスペンションはフロントにダブルウィッシュボーン、リアは3リンクリジッドトレーリングアーム。
- デザインはルノー・17と同様だが短形2灯ランプ、リアクォーターが全面ガラスとなっていた。
- 1979年に生産終了し1980年に誕生したルノー・フエゴに受け継がれた。